# Licuala robusta
Licuala robusta là loài thực vật có hoa thuộc họ Arecaceae. Loài này được Warb. ex K.Schum. & Lauterb. mô tả khoa học đầu tiên năm 1900.